# بيلي إيفانز (لاعب كرة قدم أسترالية)
بيلي إيفانز (بالإنجليزية: Billy Evans)‏ هو لاعب كرة قدم أسترالية أسترالي، ولد في 19 أكتوبر 1996.

## وصلات خارجية
- بيلي إيفانز على موقع AustralianFootball.com (الإنجليزية)
- بيلي إيفانز على موقع AFLtables.com (الإنجليزية)